# Az Amerikai Egyesült Államok budapesti követeinek és nagyköveteinek listája
Az alábbi listán az Amerikai Egyesült Államok budapesti (magyarországi) követei és nagykövetei szerepelnek.
1867-ig Magyarország a Habsburg Birodalom tagja volt, amit követően az Osztrák–Magyar Monarchia része lett, az országnak nem voltak külön külkapcsolatai más nemzetekkel. Az Egyesült Államok kapcsolata az országgal a bécsi követségen keresztül létezett.
Miután az első világháborút követően a birodalom felbomlott, az Egyesült Államok 1921-ben kezdett kapcsolatot a két országgal külön, újranyitva a bécsi és megnyitva a budapesti nagykövetséget (akkor még csak követségként). Ulysses Grant-Smith nyitotta meg a követséget 1921. december 26-án és ideiglenes ügyvivő pozícióban a misszió vezetője maradt a következő évig.
A budapesti nagykövetség  az V. kerületben, a Szabadság téren található, a 12., 11. és 10. számok alatt.

## Követek és nagykövetek
| Név | Kép | Megnevezés                                   | Kinevezve                 | Megbízólevél bemutatása       | Mandátum vége        | Jegyzetek |
| --- | --- | -------------------------------------------- | ------------------------- | ----------------------------- | -------------------- | --- |
| Ulysses Grant-Smith – karrierdiplomata |     | ideiglenes ügyvivő                           | Hivatalosan nem kinevezve | 1922. január 24.              | 1922. április 28.    | |
| Theodore Brentano – politikai jelölt |     | Rendkívüli követ és meghatalmazott miniszter | 1922. február 10.         | 1922. május 16.               | 1927. május 6.       | Visszahívva 1927. május 6-án. |
| J. Butler Wright – karrierdiplomata |     | Rendkívüli követ és meghatalmazott miniszter | 1927. február 26.         | 1927. június 18.              | 1930. október 24.    | Visszahívva 1930. október 24-én. |
| Nicholas Roosevelt – politikai jelölt |     | Rendkívüli követ és meghatalmazott miniszter | 1930. szeptember 29.      | 1930. november 12.            | 1933. május 9.       | |
| John Flournoy Montgomery – politikai jelölt |     | Rendkívüli követ és meghatalmazott miniszter | 1933. június 13.          | 1933. augusztus 1.            | 1941. március 17.    | |
| Herbert Claiborne Pell – politikai jelölt |     | Rendkívüli követ és meghatalmazott miniszter | 1941. február 11.         | 1941. május 20.               | 1942. január 16.     | |
| Magyarország megszakította diplomáciai kapcsolatait az Egyesült Államokkal 1941. december 11-én, mikor az Egyesült Államok hadat üzent a Harmadik Birodalomnak. Magyarország két nappal később üzent hadat az Egyesült Államoknak, december 13-án. Pell nagykövet 1942. január 16-án zárta le és hagyta el a nagykövetséget. A háborút követően 1945-ben lépett újra diplomáciai kapcsolatba a két ország. |     |                                              |                           |                               |                      | |
| H.F. Arthur Schoenfeld – karrierdiplomata |     | Rendkívüli követ és meghatalmazott miniszter | 1945. december 15.        | 1946. január 26.              | 1947. június 1.      | |
| Selden Chapin – karrierdiplomata |     | Rendkívüli követ és meghatalmazott miniszter | 1947. április 10.         | 1947. július 9.               | 1949. február 17.    | |
| Nathaniel P. Davis – karrierdiplomata |     | Rendkívüli követ és meghatalmazott miniszter | 1949. szeptember 1.       | 21, 1949. október 21.         | 1951. május 18.      | |
| Christian M. Ravndal – karrierdiplomata |     | Rendkívüli követ és meghatalmazott miniszter | 1951. október 3.          | 1952. január 11.              | 1956. augusztus 5.   | |
| Edward T. Wailes – karrierdiplomata |     | Rendkívüli követ és meghatalmazott miniszter | 1956. július 26.          | Nem mutatta be megbízólevelét | 1957. február 27.    | Nagy Imre miniszterelnöksége alatt lett kinevezve, az 1956-os forradalom előtt. 1956. november 2-án érkezett meg az országba, nem sokkal Kádár János kormányának beiktatása után. Wailes megérkezését követően nem volt hajlandó bemutatni megbízólevelét, azt mondva, hogy az új kormány „nem képviselte a polgárokat.” Nem sokkal ez után visszahívták az Egyesült Államokba „konzultációra,” 1957. február 27-én hagyta el Magyarországot. |
| Garret G. Ackerson Jr. |     | ideiglenes ügyvivő                           | 1957. július              | Ismeretlen                    | 1961. február        | |
| Horace G. Torbert Jr. |     | ideiglenes ügyvivő                           | 1961. február             | Ismeretlen                    | 1962. december       | |
| Owen T. Jones |     | ideiglenes ügyvivő                           | 1962. december            | Ismeretlen                    | 1964. július         | |
| Elim O’Shaughnessy |     | ideiglenes ügyvivő                           | 1964. november            | Ismeretlen                    | 1966. szeptember     | |
| Richard W. Tims |     | ideiglenes ügyvivő                           | 1966. szeptember          | Ismeretlen                    | 1967. október        | |
| Martin J. Hillenbrand – karrierdiplomata |     | Rendkívüli és meghatalmazott nagykövet       | 1967. szeptember 13.      | 1967. október 30.             | 1969. február 15.    | A követségből nagykövetség lett, a misszió vezetőjének hivatalos megnevezése Rendkívüli és meghatalmazott nagykövet lett. |
| Alfred Puhan – karrierdiplomata |     | Rendkívüli és meghatalmazott nagykövet       | 1969. május 1.            | 1969. június 16.              | 1973. július 9.      | |
| Richard F. Pedersen – karrierdiplomata |     | Rendkívüli és meghatalmazott nagykövet       | 1973. július 24.          | 1973. szeptember 10.          | 1975. március 26.    | |
| Eugene V. McAuliffe – karrierdiplomata |     | Rendkívüli és meghatalmazott nagykövet       | 1975. március 25.         | 1975. április 28.             | 1976. április 15.    | |
| Philip M. Kaiser – politikai jelölt |     | Rendkívüli és meghatalmazott nagykövet       | 1977. július 7.           | 1977. augusztus 4.            | 1980. március 9.     | |
| Harry E. Bergold Jr. – politikai jelölt |     | Rendkívüli és meghatalmazott nagykövet       | 1980. március 3.          | 1980. március 31.             | 1983. november 9.    | |
| Nicolas M. Salgo – politikai jelölt |     | Rendkívüli és meghatalmazott nagykövet       | 1983. október 7.          | 1983. november 23.            | 1986. augusztus 1.   | |
| Robie Marcus Hooker Palmer – karrierdiplomata |     | Rendkívüli és meghatalmazott nagykövet       | 1986. július 24.          | 1986. december 8.             | 1990. január 31.     | |
| Charles H. Thomas – karrierdiplomata |     | Rendkívüli és meghatalmazott nagykövet       | 1990. június 27.          | 1990. június 2.               | 1994. január 11.     | |
| Donald M. Blinken – politikai jelölt |     | Rendkívüli és meghatalmazott nagykövet       | 1994. március 28.         | 1994. április 1.              | 1997. november 20.   | |
| Peter Francis Tufo – politikai jelölt |     | Rendkívüli és meghatalmazott nagykövet       | 1997. november 10.        | 1997. december 3.             | 2001. március 1.     | |
| Nancy Goodman Brinker – politikai jelölt |     | Rendkívüli és meghatalmazott nagykövet       | 2001. augusztus 7.        | 2001. szeptember 26.          | 2003. június 19.     | |
| George H. Walker III – politikai jelölt |     | Rendkívüli és meghatalmazott nagykövet       | 2003. augusztus 4.        | 2003. október 6.              | 2006. augusztus 6.   | |
| April H. Foley – politikai jelölt |     | Rendkívüli és meghatalmazott nagykövet       | 2006. május 30.           | 2006. augusztus 18.           | 2009. április 2.     | |
| Eleni Tsakopoulos Kounalakis – politikai jelölt |     | Rendkívüli és meghatalmazott nagykövet       | 2010. január 7.           | 2010. január 11.              | 2013. július 20.     | |
| Colleen Bradley Bell – politikai jelölt |     | Rendkívüli és meghatalmazott nagykövet       | 2014. december 14.        | 2015. január 21.              | 2017. január 20.     | |
| David B. Cornstein – politikai jelölt |     | Rendkívüli és meghatalmazott nagykövet       | 2018. február 13.         | 2018. június 22.              | 2020. október 30.    | |
| Marc Dillard |     | ideiglenes ügyvivő                           | 2020. október 30.         | Ismeretlen                    | 2022. augusztus 10.  | |
| B. Bix Aliu |     | ideiglenes ügyvivő                           | 2022. augusztus 10.       | Ismeretlen                    | 2022. szeptember 14. | Ideiglenes ügyvivős volt David Pressman megérkezésééig. |
| David Pressman |     | Rendkívüli és meghatalmazott nagykövet       | 2022. július 28.          | 2022. szeptember 14.          | hivatalban           | |

## Definíciók
| Karrierdiplomata 1915. óta az Amerikai Egyesült Államok Külügyminisztériuma egy bizonyos ideig diplomataként dolgozó személyeket kezdett el karrierdiplomatának (hivatalos angol nevén: Foreign Service Officer) nevezni. Politikai jelölt Személy, aki karrierje során nem volt diplomata, hanem az elnök jelölte ki. Kinevezve A dátum, amikor a nagykövet megtette hivatali esküjét. A Szenátus által történt elfogadást követi. Ha a Szenátus nem elérhető a kinevezés idején, akkor az elnök által kinevezett kongresszusi tanács fogadja el. A Szenátus összegyűlését követően a szenátorok szavaznak hivatalban maradásáról. Megbízólevél bemutatása A dátum, amikor a nagykövet hivatalosan bemutatta megbízólevelét a fogadó ország államfőjének. Ettől a dátumtól lesz a nagykövet országának hivatalos képviselője. A fogadó ország elutasíthatja a nagykövetet, de ez nagyon ritkán történik meg. Mandátum vége Általában a dátum, amikor a nagykövet elhagyja az országot. Esetekben a nagykövetet visszahívják, hamarabb véget vetve kinevezésének. Ideiglenes ügyvivő (Chargé d’affaires) Az a diplomata, aki vezeti a missziót, amíg a következő nagykövet meg nem érkezik az országba. |